# Танець на пілоні
Танець на пілоні, пілонний спорт (англ. pole dance, «пол денс»), — вид спорту, який поєднує танець з акробатичними вправами на пілоні (жердині). Поєднує в собі елементи танцю та акробатичні трюки. В цих вправах жердина використовується як спортивний снаряд. 
На змаганнях є розподіл на 3 основні, силові категорії, такі як:
- Аматор
- Профі
- Еліт

Танець на пілоні походить від китайської циркової акробатики (китайський цирковий пілон) та індійської йоги на жердині (Маллакхамб йога).
Цей вид спорту не має стосунку до стриптизу. Він сягнув як в артистичну, так і у спортивну індустрію.
Найбільшого розвитку танець на пілоні досягнув в Європі, США та Австралії. Міжнародне пілонне танцювальне співтовариство росте з кожним днем, з 2003 року проводяться різноманітні міжнародні конкурси і чемпіонати. З метою відокремлення танцю на пілоні від стриптизу, а також для акцентування атлетизму та артистизму, правила таких змагань забороняють оголювати тіло, використовувати інтимні рухи та жести під час виступу конкурсанта. Зазвичай на змаганнях танець на пілоні поділяється на дві категорії: «artistic» («художній») та «sport» («спортивний»). У першій, окрім трюків, важливу роль відіграє хореографія, образ, постановка танцю. У категорії «sport» найбільше значення має фізична підготовка, складність елементів та чистота їх виконання.